# Northern Ireland Open 2021
Il Northern Ireland Open 2021 è stato il terzo evento della stagione 2021-2022 di snooker, il quarto valido per il Ranking, e la 6ª edizione di questo torneo, che si è disputato dal 9 al 17 ottobre 2021, presso la Waterfront Hall di Belfast, in Irlanda del Nord.
È stato il primo evento stagionale della Home Nations Series e della BetVictor European Series 2021-2022.
Il torneo è stato vinto da Mark Allen, il quale ha battuto in finale John Higgins per 9-8. Il nordirlandese si è aggiudicato così il suo primo Northern Ireland Open, il suo sesto titolo Ranking, il primo dallo Scottish Open 2018, eguagliando a questa quota Ken Doherty, Stuart Bingham e Stephen Maguire, il suo secondo evento Home Nations Series e il suo primo evento BetVictor European Series in carriera. Si tratta, inoltre, della sua seconda finale disputata in stagione, dopo la sconfitta in Championship League contro David Gilbert, oltre che del primo trofeo conquistato nel paese di casa. Higgins, invece, ha disputato la sua terza finale nel 2021 anno solare, dopo la sconfitta al Masters contro Yan Bingtao e il successo al Players Championship ai danni di Ronnie O'Sullivan. Per la terza edizione nella sua storia e la prima dal 2017, è il decider a segnare la finale.
Il campione in carica era Judd Trump, il quale è stato eliminato ai quarti di finale da Mark Allen.
Il 10 ottobre 2021 Mark Allen ha realizzato il suo secondo 147 in carriera, il primo dallo UK Championship 2016, eguagliando a questa quota Cliff Thorburn, Peter Ebdon, Nick Dyson, Mark Williams, David Gray, Robert Milkins, Kurt Maflin, Mark Davis, Thepchaiya Un-Nooh, David Gilbert, Ryan Day e Zhou Yuelong, il 170° della storia dello snooker professionistico, il quarto di questa stagione, il sesto del 2021 anno solare e il quarto della storia di questo torneo (l'ultimo era stato realizzato da Judd Trump nel 2020), durante il match vinto per 4-1 contro Si Jiahui, nel turno di qualificazione. Si tratta, inoltre, del 25° maximum break messo a referto nell'ultimo frame in assoluto dell'incontro (l'ultimo era stato realizzato da Xiao Guodong durante le qualificazioni per lo Scottish Open 2021).
Durante il corso del torneo sono stati realizzati 50 century breaks, diciotto in meno della precedente edizione, mentre durante le qualificazioni ne sono stati realizzati 29.
Al termine di questo torneo, Mark Selby ha perso la leadership del ranking mondiale dopo 1 mese e 23 giorni, a favore di Judd Trump, il quale è tornato numero 1 per la quarta volta in carriera e la seconda in stagione, la prima dal 22 agosto 2021.

## Montepremi
- Vincitore: £70000
- Finalista: £30000
- Semifinalisti: £20000
- Quarti di finale: £10000
- Ottavi di finale: £7500
- Sedicesimi di finale: £4000
- Trentaduesimi di finale: £3000
- Miglior break: £5000
- Totale: £405000

## Panoramica

### Sviluppi futuri
Il 14 ottobre 2021 il World Snooker Tour comunica l'anticipo di una settimana del Turkish Masters, il quale lascia il posto ad un potenziale evento valido per la classifica mondiale. Nella stessa nota viene anticipata l'aggiunta di un secondo evento stagionale della Championship League, in date da stabilire.

### Aspetti tecnici
Dopo aver disputato l'edizione 2020 alla Marshall Arena di Milton Keynes, in Inghilterra, in quanto unica bolla in grado di ospitare tutto lo staff necessario per i tornei, compresi i giocatori, il torneo si svolge alla Waterfront Hall di Belfast, in Irlanda del Nord, sede abituale dell'evento dal 2017 al 2019 (l'edizione inaugurale del 2016 si era disputata al Titanic Belfast, poco distante dalla Waterfront Hall), struttura che viene aperta al pubblico. È, inoltre, la prima volta in cui il torneo non si svolge nel mese di novembre, e che ospita la prima tappa stagionale della Home Nations Series (oltre a quella della BetVictor European Series), venendo scambiato, nel calendario, con l'English Open, torneo iniziale della serie sin dalla sua fondazione, avvenuta nella stagione 2016-2017.

### Aspetti sportivi
Per la prima volta nella sua storia, la Home Nations Series vede disputarsi un turno di qualificazione, che in occasione del Northern Ireland Open si svolge dal 23 al 27 agosto 2021, presso la Morningside Arena di Leicester, in Inghilterra.
Il torneo è articolato su nove giornate di gioco, oltre alle cinque di qualifica, a differenza degli altri eventi stagionali della Home Nations Series, che si svolgono in sette giornate, oltre alle sei di qualifica.
L'evento è valevole per la classifica mondiale per la sesta edizione consecutiva.
Viene confermato per intero il montepremi delle precedenti due edizioni.
Il 28 giugno 2021 l'azienda di scommesse sportive BetVictor comunica di essersi accordata con il World Snooker Tour per sponsorizzare tutti i quattro eventi Home Nations Series, accorpando questa serie di tornei alla BetVictor European Series per la stagione 2021-2022. La BetVictor aveva già sponsorizzato questo torneo nel 2018.
Il vincitore del torneo ha il diritto di partecipare al Champion of Champions 2021.
Sono assenti al torneo Ding Junhui, Kurt Maflin, Stephen Hendry, Ng On-yee e Marco Fu, i quali vengono sostituiti dai dilettanti Michael White, David Lilley, Ross Muir, John Astley e Bai Langning. Ricevono un invito anche Robbie McGuigan, Christopher Clifford (questi ultimi due in quanto wildcard nominate dal WST), Sanderson Lam, Michael Georgiou, Si Jiahui e Soheil Vahedi, i quali sono i prescelti per completare il quadro dei 128 giocatori presenti.
Il 22 agosto 2021 dà forfait Graeme Dott, il quale viene sostituito dal dilettante James Cahill; il 23 agosto 2021 dà forfait Anthony Hamilton, il quale viene sostituito dal dilettante Dylan Emery.
Il 27 settembre 2021 dà forfait Mark Davis, il quale viene sostituito dal dilettante Mark Lloyd.
Il 5 ottobre 2021 dà forfait Robbie McGuigan (in quanto impegnato negli European Championships 2021, torneo dilettantistico), il quale viene sostituito dalla wildcard di riserva nominata dal WST Robert McCullough.

## Copertura
Le seguenti emittenti e piattaforme streaming hanno trasmesso il Northern Ireland Open 2021.
| Copertura        | Paese/Continente      | Fase           |
| ---------------- | --------------------- | -------------- |
| Superstar Online | Cina                  | Qualificazioni |
| Kuaishou         | Cina                  | Qualificazioni |
| Migu             | Cina                  | Qualificazioni |
| Zhibo.tv         | Cina                  | Qualificazioni |
| Huya.com         | Cina                  | Qualificazioni |
| Matchroom.Live   | Resto del mondo       | Qualificazioni |
| Eurosport        | Regno Unito ed Europa | Fase finale    |
| Quest            | Regno Unito           | Fase finale    |
| Superstar Online | Cina                  | Fase finale    |
| Liaoning TV      | Cina                  | Fase finale    |
| Kuaishou         | Cina                  | Fase finale    |
| Migu             | Cina                  | Fase finale    |
| Youku            | Cina                  | Fase finale    |
| Zhibo.tv         | Cina                  | Fase finale    |
| Huya.com         | Cina                  | Fase finale    |
| Now TV           | Hong Kong             | Fase finale    |
| True Sport       | Thailandia            | Fase finale    |
| Sport Cast       | Taiwan                | Fase finale    |
| Sky Sports       | Nuova Zelanda         | Fase finale    |
| DAZN             | Canada                | Fase finale    |
| Astrosport       | Malaysia              | Fase finale    |
| Matchroom.Live   | Resto del mondo       | Fase finale    |

## Tabellone (qualificazioni)
Le prime 16 teste di serie Judd Trump, Mark Selby, Ronnie O'Sullivan, Neil Robertson, Shaun Murphy, Kyren Wilson, John Higgins, Stephen Maguire, Mark Allen, Mark Williams, Barry Hawkins, Stuart Bingham, Jack Lisowski, Yan Bingtao, Anthony McGill e Zhou Yuelong, il numero due del ranking di Irlanda del Nord Jordan Brown e le due wildcard nordirlandesi Robert McCullough e Christopher Clifford, disputano il loro turno di qualificazione alla Waterfront Hall, sede della fase finale del torneo.
| TS  | Giocatore 1           | Risultato | Giocatore 2       | TS  |
| --- | --------------------- | --------- | ----------------- | --- |
| 1   | Judd Trump            | 4 - 1     | Andrew Pagett     | 115 |
| WC  | Christopher Clifford  | 0 - 4     | Gao Yang          | 74  |
| 32  | Scott Donaldson       | 3 - 4     | Lu Ning           | 34  |
| 117 | Michael Judge         | 2 - 4     | Jamie O'Neill     | 109 |
| 16  | Zhou Yuelong          | 2 - 4     | Jimmy Robertson   | 58  |
| 91  | Gerard Greene         | 2 - 4     | Sunny Akani       | 50  |
|     | James Cahill          | 4 - 2     | Chang Bingyu      | 87  |
| 116 | Zhang Anda            | 2 - 4     | Fergal O'Brien    | 73  |
| 113 | Wu Yize               | 2 - 4     | Simon Lichtenberg | 70  |
| 24  | Zhao Xintong          | 3 - 4     | Matthew Stevens   | 33  |
| 40  | Alexander Ursenbacher | 2 - 4     | Peter Devlin      | 79  |
| 9   | Mark Allen            | 4 - 1     | Si Jiahui         |     |
| 42  | Liam Highfield        | 4 - 1     | Reanne Evans      | 111 |
| 25  | Ryan Day              | 4 - 1     | Igor Figueiredo   | 103 |
| 110 | Dean Young            | 1 - 4     | Hammad Miah       | 114 |
| 8   | Stephen Maguire       | 4 - 2     | Steven Hallworth  | 68  |
| 5   | Shaun Murphy          | 4 - 2     | Bai Langning      |     |
|     | John Astley           | 2 - 4     | Allan Taylor      | 76  |
| 28  | Michael Holt          | 3 - 4     | Chris Wakelin     | 57  |
| 93  | Sean Maddocks         | 3 - 4     | Tian Pengfei      | 53  |
| 12  | Stuart Bingham        | 4 - 1     | Ben Hancorn       | 84  |
| WC  | Robert McCullough     | 1 - 4     | Sam Craigie       | 48  |
| 21  | Tom Ford              | 4 - 3     | Zak Surety        | 83  |
| 69  | Ashley Carty          | 4 - 2     | Jamie Jones       | 49  |
| 107 | Lei Peifan            | 3 - 4     | Jackson Page      | 96  |
| 20  | Thepchaiya Un-Nooh    | 3 - 4     | Noppon Saengkham  | 39  |
| 85  | Fan Zhengyi           | 4 - 2     | David Lilley      |     |
| 13  | Jack Lisowski         | 4 - 3     | Ashley Hugill     | 77  |
| 45  | Martin O'Donnell      | 4 - 2     | Jamie Wilson      | 81  |
| 29  | Ricky Walden          | 4 - 1     | Fraser Patrick    | 108 |
|     | Michael Georgiou      | 2 - 4     | Xu Si             | 104 |
| 4   | Neil Robertson        | 4 - 0     | Barry Pinches     | 101 |
| 3   | Ronnie O'Sullivan     | 4 - 0     | Stuart Carrington | 46  |
| 78  | Aaron Hill            | 2 - 4     | Andy Hicks        | 106 |
| 30  | Matthew Selt          | 1 - 4     | Yuan Sijun        | 97  |
| 112 | Alfie Burden          | 4 - 1     | Chen Zifan        | 105 |
| 14  | Yan Bingtao           | 4 - 0     | Hossein Vafaei    | 41  |
| 102 | Zhang Jiankang        | 3 - 4     | Duane Jones       | 99  |
| 19  | Joe Perry             | 2 - 4     | Oliver Lines      | 67  |
| 80  | Lukas Kleckers        | 0 - 4     | Ben Woollaston    | 43  |
| 56  | Lyu Haotian           | 4 - 2     | Zhao Jianbo       | 72  |
| 22  | Ali Carter            | 4 - 1     | Dylan Emery       |     |
| 37  | Li Hang               | 2 - 4     | Mark King         | 55  |
| 11  | Barry Hawkins         | 4 - 1     | Iulian Boiko      | 92  |
|     | Sanderson Lam         | 1 - 4     | Mitchell Mann     | 95  |
| 27  | Xiao Guodong          | 4 - 3     | Peter Lines       | 89  |
| 35  | Robert Milkins        | 4 - 0     | Nigel Bond        | 62  |
| 6   | Kyren Wilson          | 4 - 0     | Jamie Clarke      | 65  |
| 7   | John Higgins          | 4 - 2     | Joe O'Connor      | 61  |
| 51  | Andrew Higginson      | 3 - 4     | Farakh Ajaib      | 88  |
| 26  | Liang Wenbó           | 4 - 1     | Pang Junxu        | 64  |
| 38  | Luca Brecel           | 4 - 0     | Michael White     |     |
| 10  | Mark Williams         | 4 - 1     | Mark Joyce        | 60  |
|     | Ross Muir             | 3 - 4     | Elliot Slessor    | 47  |
| 23  | Martin Gould          | 4 - 2     | Ken Doherty       | 71  |
|     | Soheil Vahedi         | 2 - 4     | Jak Jones         | 63  |
| 100 | Jimmy White           | 0 - 4     | David Grace       | 54  |
| 18  | David Gilbert         | 4 - 0     | Ian Burns         | 98  |
| 90  | Craig Steadman        | 3 - 4     | Louis Heathcote   | 94  |
| 15  | Anthony McGill        | 3 - 4     | Lee Walker        | 82  |
| 75  | Rory McLeod           | 4 - 0     | Dominic Dale      | 59  |
| 31  | Gary Wilson           | 4 - 0     | Jordan Brown      | 36  |
| 66  | Robbie Williams       | 3 - 4     | Cao Yupeng        | 86  |
| 2   | Mark Selby            | 4 - 1     | Mark Lloyd        |     |

## Century breaks
Durante il corso delle qualificazioni per il torneo sono stati realizzati 29 century breaks.
| N° | Giocatore          | Century breaks | Miglior break |
| -- | ------------------ | -------------- | ------------- |
| 1  | Yan Bingtao        | 2              | 122           |
| =  | Mitchell Mann      | 2              | 117           |
| =  | David Gilbert      | 2              | 116           |
| =  | Mark Selby         | 2              | 112           |
| 2  | Mark Allen         | 1              | 147           |
| =  | Chris Wakelin      | 1              | 137           |
| =  | Anthony McGill     | 1              | 137           |
| =  | Jack Lisowski      | 1              | 137           |
| =  | Soheil Vahedi      | 1              | 125           |
| =  | Ronnie O'Sullivan  | 1              | 120           |
| =  | Oliver Lines       | 1              | 117           |
| =  | Joe Perry          | 1              | 113           |
| =  | Jak Jones          | 1              | 112           |
| =  | Matthew Stevens    | 1              | 111           |
| =  | Thepchaiya Un-Nooh | 1              | 111           |
| =  | Martin Gould       | 1              | 110           |
| =  | Mark Williams      | 1              | 109           |
| =  | Noppon Saengkham   | 1              | 108           |
| =  | Craig Steadman     | 1              | 107           |
| =  | Wu Yize            | 1              | 105           |
| =  | James Cahill       | 1              | 104           |
| =  | Duane Jones        | 1              | 104           |
| =  | Liang Wenbó        | 1              | 104           |
| =  | Lyu Haotian        | 1              | 101           |
| =  | Tian Pengfei       | 1              | 100           |

## Maximum breaks
Durante il corso delle qualificazioni per il torneo è stato realizzato un maximum break.
| N° | Giocatore  | Avversario | Turno          | Data            | Note  |
| -- | ---------- | ---------- | -------------- | --------------- | ----- |
| 1  | Mark Allen | Si Jiahui  | Qualificazioni | 10 ottobre 2021 | [ 3 ] |

## Tabellone (fase finale)
|  | Trentaduesimi di finale Al meglio dei 7 frames | Trentaduesimi di finale Al meglio dei 7 frames | Trentaduesimi di finale Al meglio dei 7 frames |  |  | Sedicesimi di finale Al meglio dei 7 frames | Sedicesimi di finale Al meglio dei 7 frames | Sedicesimi di finale Al meglio dei 7 frames |                      |   | Ottavi di finale Al meglio dei 7 frames | Ottavi di finale Al meglio dei 7 frames | Ottavi di finale Al meglio dei 7 frames |                    |   | Quarti di finale Al meglio dei 9 frames | Quarti di finale Al meglio dei 9 frames | Quarti di finale Al meglio dei 9 frames |                   |   | Semifinali Al meglio degli 11 frames | Semifinali Al meglio degli 11 frames | Semifinali Al meglio degli 11 frames |                  |   | Finale Al meglio dei 17 frames | Finale Al meglio dei 17 frames | Finale Al meglio dei 17 frames |  |
|  |                                                |                                                |                                                |  |  |                                             |                                             |                                             |                      |   |                                         |                                         |                                         |                    |   |                                         |                                         |                                         |                   |   |                                      |                                      |                                      |                  |   |                                |                                |                                |  |
|  | Judd Trump (1)                                 | Judd Trump (1)                                 | 4                                              |  |  |                                             |                                             |                                             |                      |   |                                         |                                         |                                         |                    |   |                                         |                                         |                                         |                   |   |                                      |                                      |                                      |                  |   |                                |                                |                                |  |
|  | Gao Yang (74)                                  | Gao Yang (74)                                  | 0                                              |  |  | Judd Trump (1)                              | Judd Trump (1)                              | 4                                           |                      |   |                                         |                                         |                                         |                    |   |                                         |                                         |                                         |                   |   |                                      |                                      |                                      |                  |   |                                |                                |                                |  |
|  | Lu Ning (34)                                   | Lu Ning (34)                                   | w/o                                            |  |  | Lu Ning (34)                                | Lu Ning (34)                                | 2                                           |                      |   |                                         |                                         |                                         |                    |   |                                         |                                         |                                         |                   |   |                                      |                                      |                                      |                  |   |                                |                                |                                |  |
|  | Jamie O'Neill (109)                            | Jamie O'Neill (109)                            | w/d                                            |  |  |                                             |                                             |                                             |                      |   | Judd Trump (1)                          | Judd Trump (1)                          | 4                                       |                    |   |                                         |                                         |                                         |                   |   |                                      |                                      |                                      |                  |   |                                |                                |                                |  |
|  | Jimmy Robertson (58)                           | Jimmy Robertson (58)                           | 4                                              |  |  |                                             |                                             | Jimmy Robertson (58)                        | Jimmy Robertson (58) | 3 |                                         |                                         |                                         |                    |   |                                         |                                         |                                         |                   |   |                                      |                                      |                                      |                  |   |                                |                                |                                |  |
|  | Sunny Akani (50)                               | Sunny Akani (50)                               | 3                                              |  |  | Jimmy Robertson (58)                        | Jimmy Robertson (58)                        | 4                                           |                      |   |                                         |                                         |                                         |                    |   |                                         |                                         |                                         |                   |   |                                      |                                      |                                      |                  |   |                                |                                |                                |  |
|  | James Cahill                                   | James Cahill                                   | 4                                              |  |  | James Cahill                                | James Cahill                                | 0                                           |                      |   |                                         |                                         |                                         |                    |   |                                         |                                         |                                         |                   |   |                                      |                                      |                                      |                  |   |                                |                                |                                |  |
|  | Fergal O'Brien (73)                            | Fergal O'Brien (73)                            | 0                                              |  |  |                                             |                                             |                                             |                      |   | Judd Trump (1)                          | Judd Trump (1)                          | 3                                       |                    |   |                                         |                                         |                                         |                   |   |                                      |                                      |                                      |                  |   |                                |                                |                                |  |
|  | Simon Lichtenberg (70)                         | Simon Lichtenberg (70)                         | 3                                              |  |  |                                             |                                             |                                             |                      |   |                                         |                                         | Mark Allen (9)                          | Mark Allen (9)     | 5 |                                         |                                         |                                         |                   |   |                                      |                                      |                                      |                  |   |                                |                                |                                |  |
|  | Matthew Stevens (33)                           | Matthew Stevens (33)                           | 4                                              |  |  | Matthew Stevens (33)                        | Matthew Stevens (33)                        | 1                                           |                      |   |                                         |                                         |                                         |                    |   |                                         |                                         |                                         |                   |   |                                      |                                      |                                      |                  |   |                                |                                |                                |  |
|  | Peter Devlin (79)                              | Peter Devlin (79)                              | 2                                              |  |  | Mark Allen (9)                              | Mark Allen (9)                              | 4                                           |                      |   |                                         |                                         |                                         |                    |   |                                         |                                         |                                         |                   |   |                                      |                                      |                                      |                  |   |                                |                                |                                |  |
|  | Mark Allen (9)                                 | Mark Allen (9)                                 | 4                                              |  |  |                                             |                                             |                                             |                      |   | Mark Allen (9)                          | Mark Allen (9)                          | 4                                       |                    |   |                                         |                                         |                                         |                   |   |                                      |                                      |                                      |                  |   |                                |                                |                                |  |
|  | Liam Highfield (42)                            | Liam Highfield (42)                            | 4                                              |  |  |                                             |                                             | Stephen Maguire (8)                         | Stephen Maguire (8)  | 3 |                                         |                                         |                                         |                    |   |                                         |                                         |                                         |                   |   |                                      |                                      |                                      |                  |   |                                |                                |                                |  |
|  | Ryan Day (25)                                  | Ryan Day (25)                                  | 1                                              |  |  | Liam Highfield (42)                         | Liam Highfield (42)                         | 2                                           |                      |   |                                         |                                         |                                         |                    |   |                                         |                                         |                                         |                   |   |                                      |                                      |                                      |                  |   |                                |                                |                                |  |
|  | Hammad Miah (114)                              | Hammad Miah (114)                              | 3                                              |  |  | Stephen Maguire (8)                         | Stephen Maguire (8)                         | 4                                           |                      |   |                                         |                                         |                                         |                    |   |                                         |                                         |                                         |                   |   |                                      |                                      |                                      |                  |   |                                |                                |                                |  |
|  | Stephen Maguire (8)                            | Stephen Maguire (8)                            | 4                                              |  |  |                                             |                                             |                                             |                      |   | Mark Allen (9)                          | Mark Allen (9)                          | 6                                       |                    |   |                                         |                                         |                                         |                   |   |                                      |                                      |                                      |                  |   |                                |                                |                                |  |
|  | Shaun Murphy (5)                               | Shaun Murphy (5)                               | 4                                              |  |  |                                             |                                             |                                             |                      |   |                                         |                                         |                                         |                    |   |                                         |                                         | Ricky Walden (29)                       | Ricky Walden (29) | 3 |                                      |                                      |                                      |                  |   |                                |                                |                                |  |
|  | Allan Taylor (76)                              | Allan Taylor (76)                              | 3                                              |  |  | Shaun Murphy (5)                            | Shaun Murphy (5)                            | 4                                           |                      |   |                                         |                                         |                                         |                    |   |                                         |                                         |                                         |                   |   |                                      |                                      |                                      |                  |   |                                |                                |                                |  |
|  | Chris Wakelin (57)                             | Chris Wakelin (57)                             | 2                                              |  |  | Tian Pengfei (53)                           | Tian Pengfei (53)                           | 3                                           |                      |   |                                         |                                         |                                         |                    |   |                                         |                                         |                                         |                   |   |                                      |                                      |                                      |                  |   |                                |                                |                                |  |
|  | Tian Pengfei (53)                              | Tian Pengfei (53)                              | 4                                              |  |  |                                             |                                             |                                             |                      |   | Shaun Murphy (5)                        | Shaun Murphy (5)                        | 4                                       |                    |   |                                         |                                         |                                         |                   |   |                                      |                                      |                                      |                  |   |                                |                                |                                |  |
|  | Stuart Bingham (12)                            | Stuart Bingham (12)                            | 4                                              |  |  |                                             |                                             | Stuart Bingham (12)                         | Stuart Bingham (12)  | 1 |                                         |                                         |                                         |                    |   |                                         |                                         |                                         |                   |   |                                      |                                      |                                      |                  |   |                                |                                |                                |  |
|  | Sam Craigie (48)                               | Sam Craigie (48)                               | 2                                              |  |  | Stuart Bingham (12)                         | Stuart Bingham (12)                         | 4                                           |                      |   |                                         |                                         |                                         |                    |   |                                         |                                         |                                         |                   |   |                                      |                                      |                                      |                  |   |                                |                                |                                |  |
|  | Tom Ford (21)                                  | Tom Ford (21)                                  | w/d                                            |  |  | Ashley Carty (69)                           | Ashley Carty (69)                           | 3                                           |                      |   |                                         |                                         |                                         |                    |   |                                         |                                         |                                         |                   |   |                                      |                                      |                                      |                  |   |                                |                                |                                |  |
|  | Ashley Carty (69)                              | Ashley Carty (69)                              | w/o                                            |  |  |                                             |                                             |                                             |                      |   | Shaun Murphy (5)                        | Shaun Murphy (5)                        | 4                                       |                    |   |                                         |                                         |                                         |                   |   |                                      |                                      |                                      |                  |   |                                |                                |                                |  |
|  | Jackson Page (96)                              | Jackson Page (96)                              | 4                                              |  |  |                                             |                                             |                                             |                      |   |                                         |                                         | Ricky Walden (29)                       | Ricky Walden (29)  | 5 |                                         |                                         |                                         |                   |   |                                      |                                      |                                      |                  |   |                                |                                |                                |  |
|  | Noppon Saengkham (39)                          | Noppon Saengkham (39)                          | 3                                              |  |  | Jackson Page (96)                           | Jackson Page (96)                           | 4                                           |                      |   |                                         |                                         |                                         |                    |   |                                         |                                         |                                         |                   |   |                                      |                                      |                                      |                  |   |                                |                                |                                |  |
|  | Fan Zhengyi (85)                               | Fan Zhengyi (85)                               | 2                                              |  |  | Jack Lisowski (13)                          | Jack Lisowski (13)                          | 0                                           |                      |   |                                         |                                         |                                         |                    |   |                                         |                                         |                                         |                   |   |                                      |                                      |                                      |                  |   |                                |                                |                                |  |
|  | Jack Lisowski (13)                             | Jack Lisowski (13)                             | 4                                              |  |  |                                             |                                             |                                             |                      |   | Jackson Page (96)                       | Jackson Page (96)                       | 3                                       |                    |   |                                         |                                         |                                         |                   |   |                                      |                                      |                                      |                  |   |                                |                                |                                |  |
|  | Martin O'Donnell (45)                          | Martin O'Donnell (45)                          | 3                                              |  |  |                                             |                                             | Ricky Walden (29)                           | Ricky Walden (29)    | 4 |                                         |                                         |                                         |                    |   |                                         |                                         |                                         |                   |   |                                      |                                      |                                      |                  |   |                                |                                |                                |  |
|  | Ricky Walden (29)                              | Ricky Walden (29)                              | 4                                              |  |  | Ricky Walden (29)                           | Ricky Walden (29)                           | 4                                           |                      |   |                                         |                                         |                                         |                    |   |                                         |                                         |                                         |                   |   |                                      |                                      |                                      |                  |   |                                |                                |                                |  |
|  | Xu Si (104)                                    | Xu Si (104)                                    | 0                                              |  |  | Neil Robertson (4)                          | Neil Robertson (4)                          | 1                                           |                      |   |                                         |                                         |                                         |                    |   |                                         |                                         |                                         |                   |   |                                      |                                      |                                      |                  |   |                                |                                |                                |  |
|  | Neil Robertson (4)                             | Neil Robertson (4)                             | 4                                              |  |  |                                             |                                             |                                             |                      |   | Mark Allen (9)                          | Mark Allen (9)                          | 9                                       |                    |   |                                         |                                         |                                         |                   |   |                                      |                                      |                                      |                  |   |                                |                                |                                |  |
|  | Ronnie O'Sullivan (3)                          | Ronnie O'Sullivan (3)                          | 4                                              |  |  |                                             |                                             |                                             |                      |   |                                         |                                         |                                         |                    |   |                                         |                                         |                                         |                   |   |                                      |                                      | John Higgins (7)                     | John Higgins (7) | 8 |                                |                                |                                |  |
|  | Andy Hicks (106)                               | Andy Hicks (106)                               | 1                                              |  |  | Ronnie O'Sullivan (3)                       | Ronnie O'Sullivan (3)                       | 4                                           |                      |   |                                         |                                         |                                         |                    |   |                                         |                                         |                                         |                   |   |                                      |                                      |                                      |                  |   |                                |                                |                                |  |
|  | Yuan Sijun (97)                                | Yuan Sijun (97)                                | 2                                              |  |  | Alfie Burden (112)                          | Alfie Burden (112)                          | 1                                           |                      |   |                                         |                                         |                                         |                    |   |                                         |                                         |                                         |                   |   |                                      |                                      |                                      |                  |   |                                |                                |                                |  |
|  | Alfie Burden (112)                             | Alfie Burden (112)                             | 4                                              |  |  |                                             |                                             |                                             |                      |   | Ronnie O'Sullivan (3)                   | Ronnie O'Sullivan (3)                   | 3                                       |                    |   |                                         |                                         |                                         |                   |   |                                      |                                      |                                      |                  |   |                                |                                |                                |  |
|  | Yan Bingtao (14)                               | Yan Bingtao (14)                               | 4                                              |  |  |                                             |                                             | Yan Bingtao (14)                            | Yan Bingtao (14)     | 4 |                                         |                                         |                                         |                    |   |                                         |                                         |                                         |                   |   |                                      |                                      |                                      |                  |   |                                |                                |                                |  |
|  | Duane Jones (99)                               | Duane Jones (99)                               | 3                                              |  |  | Yan Bingtao (14)                            | Yan Bingtao (14)                            | 4                                           |                      |   |                                         |                                         |                                         |                    |   |                                         |                                         |                                         |                   |   |                                      |                                      |                                      |                  |   |                                |                                |                                |  |
|  | Oliver Lines (67)                              | Oliver Lines (67)                              | 4                                              |  |  | Oliver Lines (67)                           | Oliver Lines (67)                           | 0                                           |                      |   |                                         |                                         |                                         |                    |   |                                         |                                         |                                         |                   |   |                                      |                                      |                                      |                  |   |                                |                                |                                |  |
|  | Ben Woollaston (43)                            | Ben Woollaston (43)                            | 0                                              |  |  |                                             |                                             |                                             |                      |   | Yan Bingtao (14)                        | Yan Bingtao (14)                        | 5                                       |                    |   |                                         |                                         |                                         |                   |   |                                      |                                      |                                      |                  |   |                                |                                |                                |  |
|  | Lyu Haotian (56)                               | Lyu Haotian (56)                               | 4                                              |  |  |                                             |                                             |                                             |                      |   |                                         |                                         | Mitchell Mann (95)                      | Mitchell Mann (95) | 0 |                                         |                                         |                                         |                   |   |                                      |                                      |                                      |                  |   |                                |                                |                                |  |
|  | Ali Carter (22)                                | Ali Carter (22)                                | 2                                              |  |  | Lyu Haotian (56)                            | Lyu Haotian (56)                            | 4                                           |                      |   |                                         |                                         |                                         |                    |   |                                         |                                         |                                         |                   |   |                                      |                                      |                                      |                  |   |                                |                                |                                |  |
|  | Mark King (55)                                 | Mark King (55)                                 | 4                                              |  |  | Mark King (55)                              | Mark King (55)                              | 1                                           |                      |   |                                         |                                         |                                         |                    |   |                                         |                                         |                                         |                   |   |                                      |                                      |                                      |                  |   |                                |                                |                                |  |
|  | Barry Hawkins (11)                             | Barry Hawkins (11)                             | 0                                              |  |  |                                             |                                             |                                             |                      |   | Lyu Haotian (56)                        | Lyu Haotian (56)                        | 1                                       |                    |   |                                         |                                         |                                         |                   |   |                                      |                                      |                                      |                  |   |                                |                                |                                |  |
|  | Mitchell Mann (95)                             | Mitchell Mann (95)                             | 4                                              |  |  |                                             |                                             | Mitchell Mann (95)                          | Mitchell Mann (95)   | 4 |                                         |                                         |                                         |                    |   |                                         |                                         |                                         |                   |   |                                      |                                      |                                      |                  |   |                                |                                |                                |  |
|  | Xiao Guodong (27)                              | Xiao Guodong (27)                              | 2                                              |  |  | Mitchell Mann (95)                          | Mitchell Mann (95)                          | 4                                           |                      |   |                                         |                                         |                                         |                    |   |                                         |                                         |                                         |                   |   |                                      |                                      |                                      |                  |   |                                |                                |                                |  |
|  | Robert Milkins (35)                            | Robert Milkins (35)                            | 1                                              |  |  | Kyren Wilson (6)                            | Kyren Wilson (6)                            | 2                                           |                      |   |                                         |                                         |                                         |                    |   |                                         |                                         |                                         |                   |   |                                      |                                      |                                      |                  |   |                                |                                |                                |  |
|  | Kyren Wilson (6)                               | Kyren Wilson (6)                               | 4                                              |  |  |                                             |                                             |                                             |                      |   | Yan Bingtao (14)                        | Yan Bingtao (14)                        | 2                                       |                    |   |                                         |                                         |                                         |                   |   |                                      |                                      |                                      |                  |   |                                |                                |                                |  |
|  | John Higgins (7)                               | John Higgins (7)                               | 4                                              |  |  |                                             |                                             |                                             |                      |   |                                         |                                         |                                         |                    |   |                                         |                                         | John Higgins (7)                        | John Higgins (7)  | 6 |                                      |                                      |                                      |                  |   |                                |                                |                                |  |
|  | Farakh Ajaib (88)                              | Farakh Ajaib (88)                              | 2                                              |  |  | John Higgins (7)                            | John Higgins (7)                            | 4                                           |                      |   |                                         |                                         |                                         |                    |   |                                         |                                         |                                         |                   |   |                                      |                                      |                                      |                  |   |                                |                                |                                |  |
|  | Liang Wenbó (26)                               | Liang Wenbó (26)                               | 2                                              |  |  | Luca Brecel (38)                            | Luca Brecel (38)                            | 2                                           |                      |   |                                         |                                         |                                         |                    |   |                                         |                                         |                                         |                   |   |                                      |                                      |                                      |                  |   |                                |                                |                                |  |
|  | Luca Brecel (38)                               | Luca Brecel (38)                               | 4                                              |  |  |                                             |                                             |                                             |                      |   | John Higgins (7)                        | John Higgins (7)                        | 4                                       |                    |   |                                         |                                         |                                         |                   |   |                                      |                                      |                                      |                  |   |                                |                                |                                |  |
|  | Mark Williams (10)                             | Mark Williams (10)                             | 4                                              |  |  |                                             |                                             | Mark Williams (10)                          | Mark Williams (10)   | 3 |                                         |                                         |                                         |                    |   |                                         |                                         |                                         |                   |   |                                      |                                      |                                      |                  |   |                                |                                |                                |  |
|  | Elliot Slessor (47)                            | Elliot Slessor (47)                            | 3                                              |  |  | Mark Williams (10)                          | Mark Williams (10)                          | 4                                           |                      |   |                                         |                                         |                                         |                    |   |                                         |                                         |                                         |                   |   |                                      |                                      |                                      |                  |   |                                |                                |                                |  |
|  | Martin Gould (23)                              | Martin Gould (23)                              | 2                                              |  |  | Jak Jones (63)                              | Jak Jones (63)                              | 2                                           |                      |   |                                         |                                         |                                         |                    |   |                                         |                                         |                                         |                   |   |                                      |                                      |                                      |                  |   |                                |                                |                                |  |
|  | Jak Jones (63)                                 | Jak Jones (63)                                 | 4                                              |  |  |                                             |                                             |                                             |                      |   | John Higgins (7)                        | John Higgins (7)                        | 5                                       |                    |   |                                         |                                         |                                         |                   |   |                                      |                                      |                                      |                  |   |                                |                                |                                |  |
|  | David Grace (54)                               | David Grace (54)                               | 0                                              |  |  |                                             |                                             |                                             |                      |   |                                         |                                         | David Gilbert (18)                      | David Gilbert (18) | 3 |                                         |                                         |                                         |                   |   |                                      |                                      |                                      |                  |   |                                |                                |                                |  |
|  | David Gilbert (18)                             | David Gilbert (18)                             | 4                                              |  |  | David Gilbert (18)                          | David Gilbert (18)                          | 4                                           |                      |   |                                         |                                         |                                         |                    |   |                                         |                                         |                                         |                   |   |                                      |                                      |                                      |                  |   |                                |                                |                                |  |
|  | Louis Heathcote (94)                           | Louis Heathcote (94)                           | 4                                              |  |  | Louis Heathcote (94)                        | Louis Heathcote (94)                        | 2                                           |                      |   |                                         |                                         |                                         |                    |   |                                         |                                         |                                         |                   |   |                                      |                                      |                                      |                  |   |                                |                                |                                |  |
|  | Lee Walker (82)                                | Lee Walker (82)                                | 3                                              |  |  |                                             |                                             |                                             |                      |   | David Gilbert (18)                      | David Gilbert (18)                      | 4                                       |                    |   |                                         |                                         |                                         |                   |   |                                      |                                      |                                      |                  |   |                                |                                |                                |  |
|  | Rory McLeod (75)                               | Rory McLeod (75)                               | 0                                              |  |  |                                             |                                             | Mark Selby (2)                              | Mark Selby (2)       | 2 |                                         |                                         |                                         |                    |   |                                         |                                         |                                         |                   |   |                                      |                                      |                                      |                  |   |                                |                                |                                |  |
|  | Gary Wilson (31)                               | Gary Wilson (31)                               | 4                                              |  |  | Gary Wilson (31)                            | Gary Wilson (31)                            | 1                                           |                      |   |                                         |                                         |                                         |                    |   |                                         |                                         |                                         |                   |   |                                      |                                      |                                      |                  |   |                                |                                |                                |  |
|  | Cao Yupeng (86)                                | Cao Yupeng (86)                                | 3                                              |  |  | Mark Selby (2)                              | Mark Selby (2)                              | 4                                           |                      |   |                                         |                                         |                                         |                    |   |                                         |                                         |                                         |                   |   |                                      |                                      |                                      |                  |   |                                |                                |                                |  |
|  | Mark Selby (2)                                 | Mark Selby (2)                                 | 4                                              |  |  |                                             |                                             |                                             |                      |   |                                         |                                         |                                         |                    |   |                                         |                                         |                                         |                   |   |                                      |                                      |                                      |                  |   |                                |                                |                                |  |

| Finale (Al meglio dei 17 frames) Waterfront Hall, Belfast, 17 ottobre 2021. Arbitro: Olivier Marteel | |                                      |
| Mark Allen (9)                                                                                       | 9–8 | John Higgins (7)                     |
| Miglior break: 85 Century breaks: 0                                                                  | Prima sessione: 78–21, 82–1, 0–123, 70–6, 11–68, 70–47, 0–78, 63–64 (4–4) Seconda sessione: 76–47, 40–89, 86–0, 40–89, 1–64, 6–144, 51–6, 80–43, 65–31 (5–4) | Miglior break: 136 Century breaks: 2 |
| Mark Allen vince il BetVictor Northern Ireland Open 2021                                             | |                                      |

## Century breaks
Durante il corso del torneo sono stati realizzati 50 century breaks.
| N° | Giocatore         | Century breaks | Miglior break |
| -- | ----------------- | -------------- | ------------- |
| 1  | John Higgins      | 7              | 136           |
| 2  | Mark Allen        | 4              | 133           |
| =  | David Gilbert     | 4              | 127           |
| =  | Shaun Murphy      | 4              | 110           |
| 3  | Gary Wilson       | 3              | 128           |
| =  | Jimmy Robertson   | 3              | 123           |
| 4  | Stuart Bingham    | 2              | 132           |
| =  | Kyren Wilson      | 2              | 127           |
| =  | Ricky Walden      | 2              | 121           |
| =  | Mark Williams     | 2              | 102           |
| =  | Judd Trump        | 2              | 100           |
| 5  | Noppon Saengkham  | 1              | 135           |
| =  | Ronnie O'Sullivan | 1              | 129           |
| =  | Fan Zhengyi       | 1              | 128           |
| =  | Louis Heathcote   | 1              | 127           |
| =  | Alfie Burden      | 1              | 127           |
| =  | Cao Yupeng        | 1              | 117           |
| =  | Oliver Lines      | 1              | 115           |
| =  | Jak Jones         | 1              | 114           |
| =  | Liang Wenbó       | 1              | 113           |
| =  | Matthew Stevens   | 1              | 113           |
| =  | Mark King         | 1              | 110           |
| =  | Jack Lisowski     | 1              | 106           |
| =  | Tian Pengfei      | 1              | 106           |
| =  | Neil Robertson    | 1              | 102           |
| =  | Yan Bingtao       | 1              | 100           |